# Challenge of Ireland
De Challenge of Ireland was een jaarlijks golftoernooi van de Europese Challenge Tour van 2005 t/m 2009. Het wordt op wisselende golfbanen gespeeld.

## Winnaars
| Jaar                                        | Baan                              | Winnaar                     | Score                       | Score                       |
| Ireland Ryder Cup Challenge                 | Ireland Ryder Cup Challenge       | Ireland Ryder Cup Challenge | Ireland Ryder Cup Challenge | Ireland Ryder Cup Challenge |
| ------------------------------------------- | --------------------------------- | --------------------------- | --------------------------- | --------------------------- |
| 2005                                        | Killarney Golf & Fishing Club     | Marc Warren PO              | 272                         | -16                         |
| 2006                                        | Killarney Golf & Fishing Club     | John Wade                   | 261                         | -19                         |
| Challenge of Ireland presented by Glasson   |                                   |                             |                             |                             |
| 2007                                        | Glasson Golf Hotel & Country Club | Magnus A. Carlsson          | 278                         | -10                         |
| 2008                                        | Glasson Golf Hotel & Country Club | Andrew Tampion              | 280                         | -8                          |
| Challenge of Ireland presented by Moyvalley |                                   |                             |                             |                             |
| 2009                                        | Moyvalley Hotel & Golf Resort     | Robert Coles                | 278                         | -10                         |

po: Robert Coles won in 2009 de play-off van Nicolas Colsaerts. Eerder dat jaar won hij de Moroccan Classic.